# 馬可·安傑羅
馬可·安傑羅（英語：Mark Angelo）是一位出生於美國，後移居加拿大的保育生物學家。他是世界河川日的創始人、加拿大勳章和英屬哥倫比亞省勳章的獲獎人。

## 生平小傳
馬可·安傑羅出生於美國加利福尼亞州洛杉磯，在蒙大拿州蒙大拿大學求學，並在1974年移居加拿大英屬哥倫比亞省溫哥華，任職英屬哥倫比亞理工學院建設學和環境學學院的講師。

## 獲獎經歷
馬可·安傑羅獲得多項獎項，包括2000年的加拿大勳章、1998年的英屬哥倫比亞省勳章等。